# Casa-fàbrica Gassó
La casa-fàbrica Gassó és un edifici situat al carrer de Sant Pau, 84 i de la Riereta, 37-37 bis del barri del Raval de Barcelona, catalogat com a bé amb elements d'interès (categoria C).

## Història
El 1800,  el comerciant Tomàs Bartra, propietari d'uns horts als carrers de la Riereta i de Sant Pau, va construir un edifici de planta baixa, entresol i quatre pisos en aquest darrer (actual núm. 82), actualment desaparegut. El 1802, els tutors del seu fill menor d'edat Josep Anton Bartra i Juli van establir en emfiteusi una part de la seva propietat al comerciant Antoni Bonaventura Gassó i Borrull, que tot seguit va construir un edifici de planta baixa, entresol i tres pisos a la cantonada dels carrers de Sant Pau i de la Riereta. Aquell mateix any, Gassó va obtenir dels mateixos l'establiment d'una altra part del terreny dels Bartra, El 1804, Gassó va fer construir un segon edifici de planta baixa i quatre pisos al carrer de Sant Pau (actual núm. 80), projectat pel mateix autor.
El 1843, Pau Fèlix Gassó i Arolas, fill de Bonaventura Gassó i d'Eulàlia Arolas, es va adreçar a l'Ajuntament per a declarar que durant el bombardeig del 3 de desembre de 1842 hi van caure 3 bombes en les seves cases fàbriques i presentava els comptes de les reparacions, que pujaven a un total de 4.468 rals de billó i 8 morabatins.

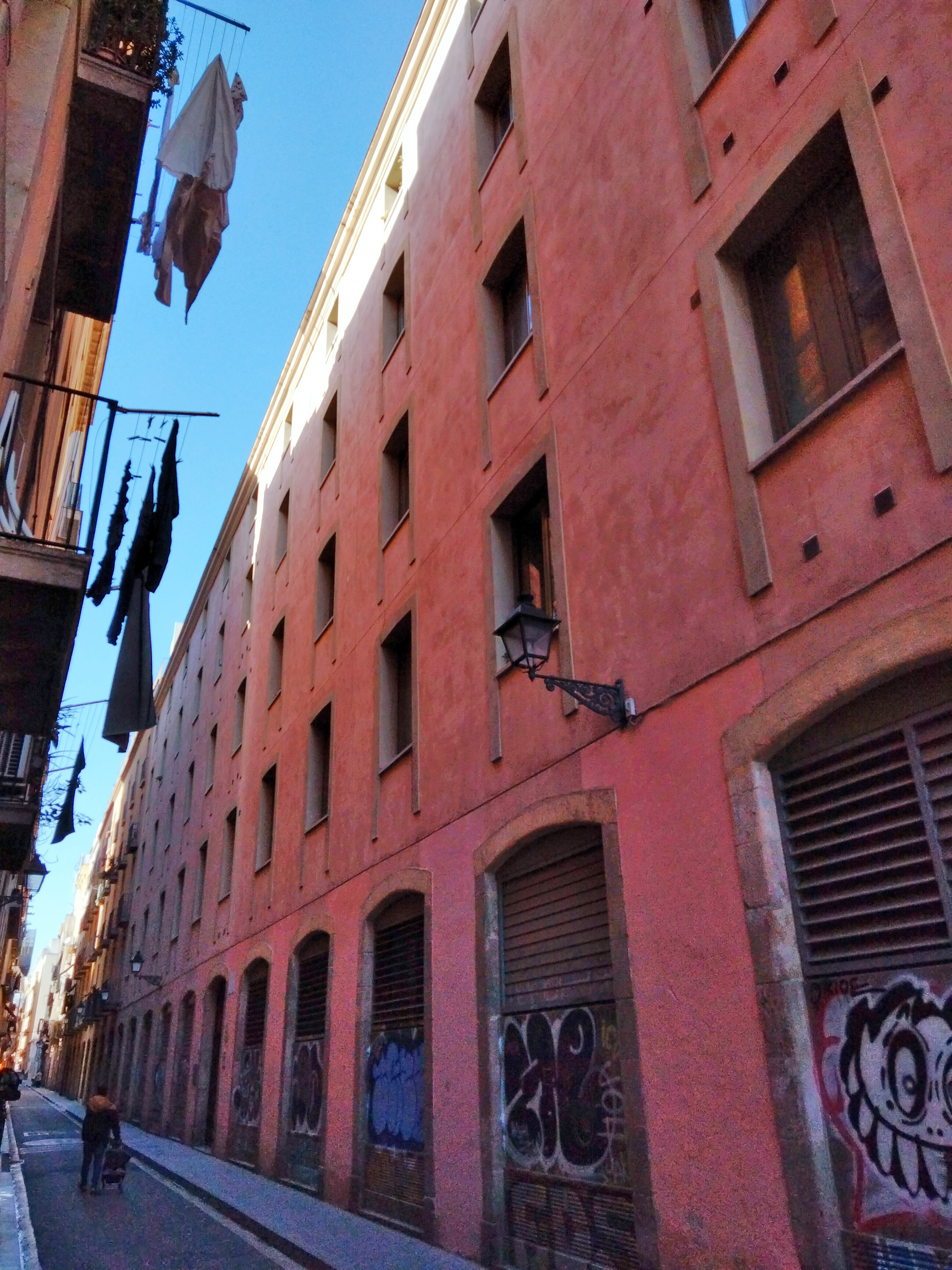
Façana del carrer de la Riereta

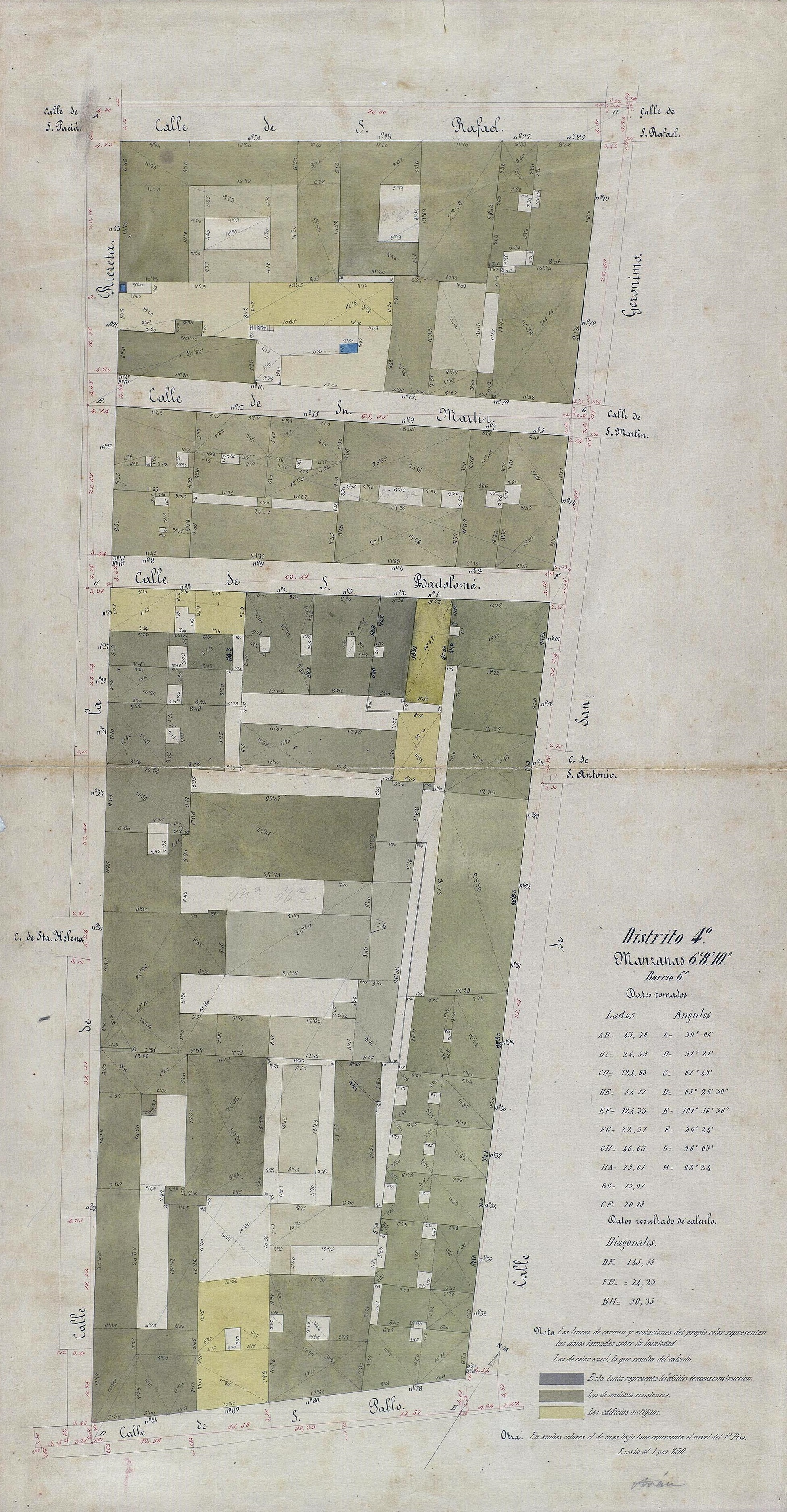
Quarteró núm. 100 de Garriga i Roca (c. 1860)

El 1871, el fabricant d'aprests Josep Sant va sol·licitar la legalització d'unes calderes de vapor al carrer Riereta, 37, segons els plànols del mestre d'obres Pere Baqueros, i el 1875, Joan Conti (després Conti i Galceran) va demanar permís per a instal·lar-hi una màquina de vapor, segons els plànols de l'enginyer Fabià del Villar. El 1894, Agustí Dantrayaga, titular d'un taller d'enquadernació, va demanar permís per a instal·lar un motor de gas de 0,5 CV al carrer de la Riereta, 37 3r 2a. El 1899, Antoni Puig va demanar pemís per a instal·lar un motor elèctric als baixos del carrer de Sant Pau, 87. El mateix any, Joaquim Marquès i Farguell, titular d'una fàbrica de xocolata, va demanar permís per a instal·lar un motor elèctric de 5,75 CV al carrer de la Riereta, 37 bis baixos.
El 2005 s'hi va fer una intervenció arqueològica i un estudi preventiu abans de la construcció d'un edifici d'habitatges amb soterrani, que conserva la façana de l'antic.